# 荷兰国会议事堂

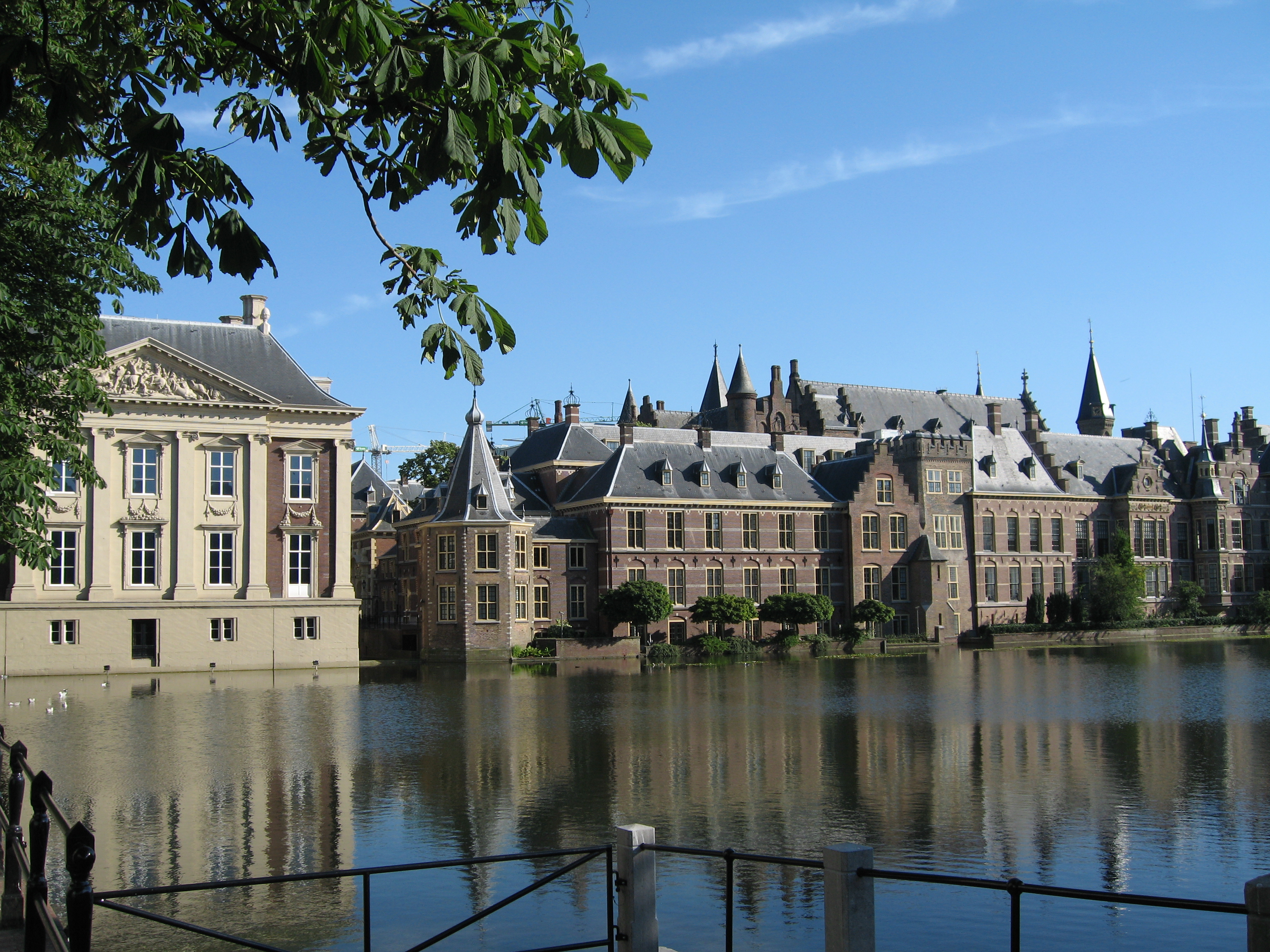
从霍费弗湖望去的国会议事堂

荷蘭國會議事堂（荷蘭語：Binnenhof，意为「内庭」），是位于海牙的一栋建筑综合体，与霍费弗湖（Hofvijver）相邻。自1446年起，它即为荷兰国会（Staten-Generaal）开会之場所，也是多世纪以来荷兰的政治中心。
國會議事堂所在地的土地由荷兰的弗洛里斯四世伯爵购于1229年，他于此地建了其住宅。更多的建筑物被构筑于该庭周围，其中若干建筑以其名号广为人知，如骑士厅（Ridderzaal，字面意思为Knight's Hall，是大厅（Great hall）），荷兰君主于每年亲王日（Prinsjesdag）在此进行一年一度的御座致辞。其众塔之一，俗称“het Torentje”（意为“小塔”；紧挨着毛里茨之家）自1982年起已成为荷兰首相的办公室。
这座“内庭”由具有纪念意义的见证了8个世纪低地国家之统治的老建筑物点缀其中，但它也有若干空旷的开放空间，它们都自由地向公众开放。一座镀金的新哥特式喷泉装点着主广场，威廉二世国王的騎馬像守卫着执政门（Stadtholder's Gate），后者之历史可溯至约1600年。
一座自1992年起即立于内庭南侧的大型现代建筑物乃荷兰国会二院，即下议院。

## 图集

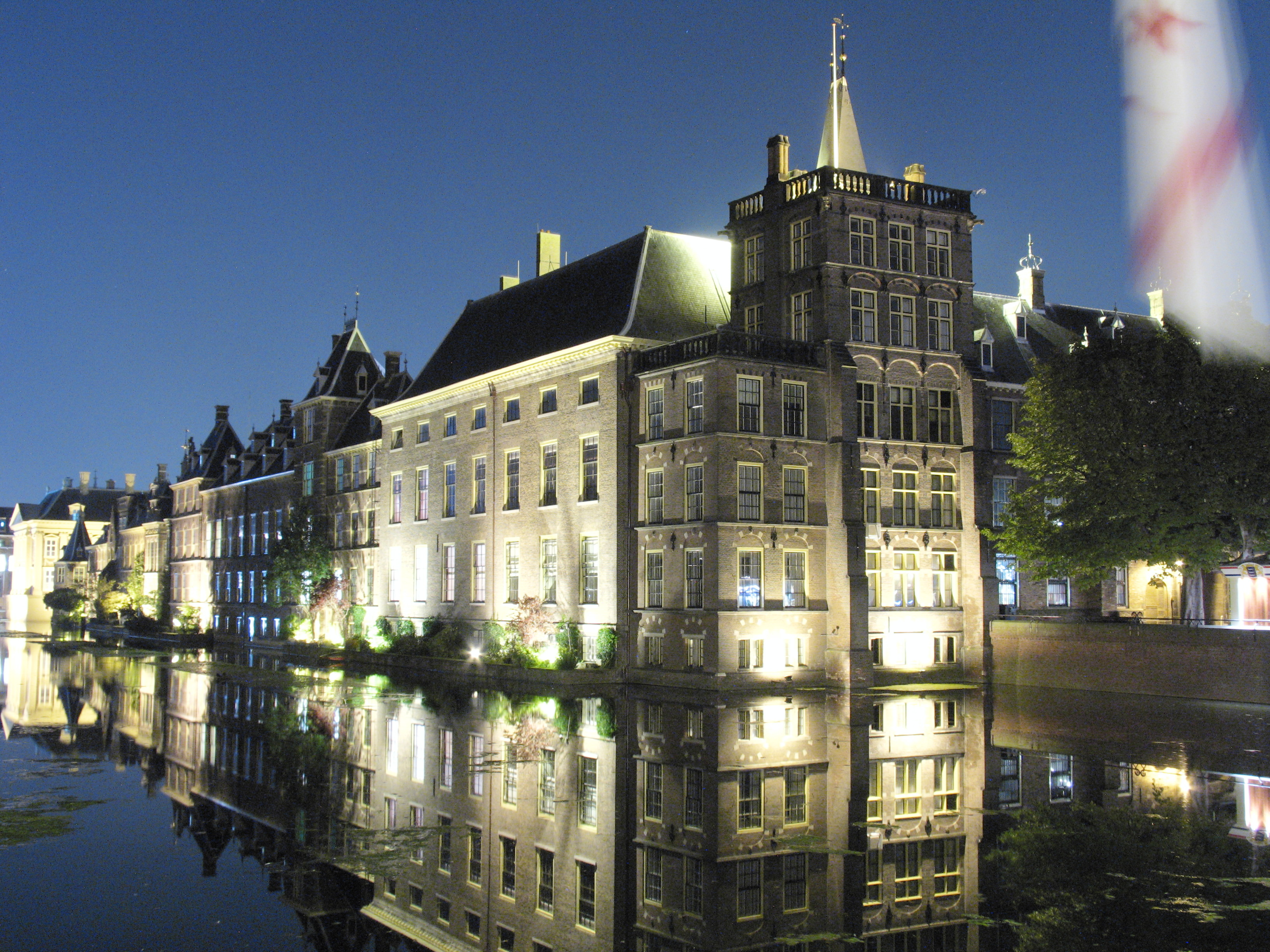
夜晚的國會議事堂
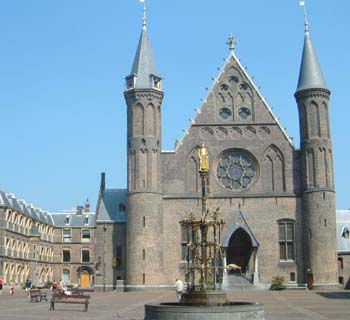
骑士厅，荷兰的政治中心
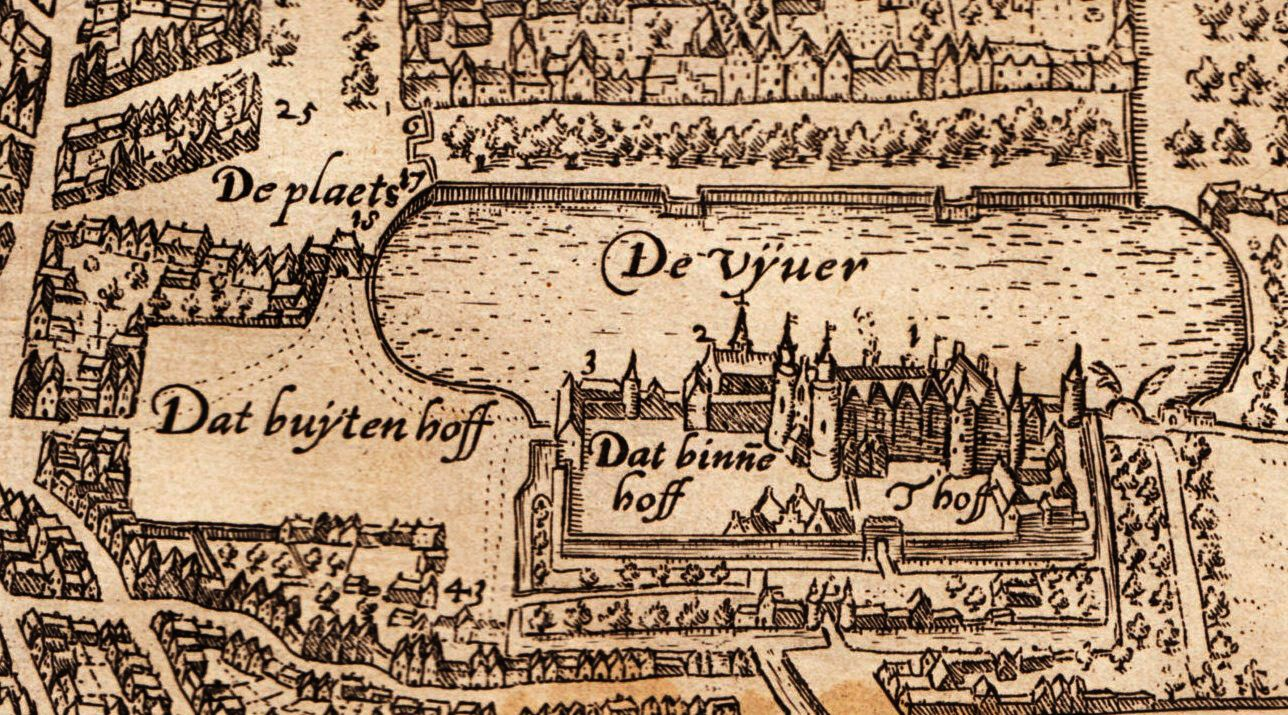
16世纪晚期國會議事堂的鸟瞰图